# 4444-es mellékút (Magyarország)
A 4444-ös számú mellékút egy bő 66,5 kilométer hosszú, négy számjegyű mellékút Békés vármegye keleti részén; Gyula és Mezőhegyes között köti össze a román határ melletti településeket egymással, illetve a végponti városokkal. Érdekessége, hogy tekintélyes hossza ellenére kezdő- és végpontjánál is ugyanazon úthoz csatlakozik.

## Nyomvonala
Gyula déli határvidékén ágazik ki a 4434-es útból, annak 1+900-as kilométerszelvényénél. Dél-délkeleti irányban indul, tulajdonképpen a 4434-es eddigi szakasza egyenes folytatásaként, hiszen az az út itt egy kisebb iránytörés után dél-délnyugat felé folytatódik. A 4444-es még jó darabig gyaulai külterületek közt folytatódik, közben a 6. kilométere táján elhalad a Munkácsy-tó mellett. A 7+250-es kilométerszelvénye után lépi át Elek határát.
E város belterületének északi szélét 10,3 kilométer után éri el, ott a Gyulai út nevet veszi fel. A belvárosban, a 11+250-es kilométerszelvénye táján egy elágazáshoz ér: ott a 4435-ös út csatlakozik hozzá északnyugati irányból, kicsivel több, mint 6 kilométer megtétele után. Itt egy darabig közös szakaszon húzódnak, immár Lőúkösházi út néven, majd mintegy 600 méter után szétválnak, a 4435-ös kelet-délkeleti irányba kanyarodik, a 4444-es pedig az előbbi irányát követi tovább, sőt egy szakaszon még délebbi irányt vesz. Kevéssel 12,4 kilométer elérése előtt lép ki Elek belterületéről, 13,5 kilométer után pedig nyugatabbnak fordul. 17,8 kilométer után, még mindig eleki területen keresztezi a (Budapest–)Szolnok–Békéscsaba–Lőkösháza-vasútvonalat, ami után délnek fordul.
20. kilométere után éri el Lőkösháza határát, majd 21,3 kilométer után újra egy elágazáshoz ér: itt a 4438-as út ágazik ki belőle Dombiratos-Kunágota felé. Lőkösháza belterületének északi szélét 23,6 kilométer után éri el, ott az Eleki út nevet veszi fel, így húzódik a község déli széléig, amit a 25. kilométerénél ér el. Onnan délnyugati irányba fordul, Béke út néven, az ellenkező irányban pedig a 44 344-es út ágazik ki belőle, Lőkösháza vasútállomás felé. 25,5 kilométer után az út elhagyja Lőkösháza legdélebbi házait is, 26,4 kilométer után pedig, egy nyugat-északnyugat felé megtett irányváltással egy időben átlép Kevermes területére.
Kevermes belterületén nagyjából a 28. és 31. kilométerei között húzódik végig, délnyugati irányban, előbb Jókai Mór utca, majd Battonyai út néven. Közben, 29,6 kilométer után ismét egy elágazása következik, itt a 4429-es út ágazik ki belőle, Medgyesegyháza-Orosháza irányába. A lakott területet elhagyva újra délnek fordul, így éri el, 33,6 kilométer után Dombegyház határszélét. Egy darabig a határvonalat kíséri, csak 36,3 kilométer után lép teljesen dombegyháézi területre; ugyanott egy elágazása is van – a 44 143-as út indul ki belőle kelet felé, az országhatár irányába.
Dombegyház keleti külterületein, 36,8 kilométer után újra délnyugatnak fordul, a belterület keleti szélét pedig nagyjából 38,3 kilométer után éri el. Ott előbb a Sugár utca, majd a Béke utca nevet veszi fel, így fut bele – majdnem pontosan a 40. kilométerénél, a település központjában – egy körforgalomba, ahol a 4439-es úttal keresztezik egymást. A folytatásban már Kossuth Lajos utca a neve, így lép ki a község házai közül, 40+800 kilométer megtételét követően.
44,9 kilométer után éri el Battonya keleti határszélét, amit délnyugati irányban szel át és a város lakott részeinek keleti széléig így is folytatódik.  Ott viszont – 49,1 kilométer után – újra nyugatnak fordul és a Somogyi Béla utca nevet veszi fel. Néhány száz méteren belől két elágazása is van: előbb dél felé ágazik ki belőle a 4455-ös út, ami a battonyai határátkelőhelyet szolgálja ki, majd a 4442-es út torkollik bele északi irányból, Magyardombegyház felől.
A központban, 50,6 kilométer után még egy fontosabb – körforgalmú – kereszteződése következik: északi irányból a Mezőkovácsházától idáig húzódó 4443-as út torkollik bele, ellenkező irányban pedig a 44 331-es út ágazik ki belőle Battonya vasútállomásra. Az út még az 52+200-as kilométerszelvényéig húzódik lakott területen, ott egyúttal keresztezi a MÁV 125-ös számú Mezőtúr–Orosháza–Mezőhegyes–Battonya-vasútvonalát is. Még egy elágazása van battonyai területen: 53. kilométere után a 44 136-os út ágazik ki belőle északnyugat felé, Battonya Tompapuszta településrésze és Tompapuszta megállóhely felé.
55,5 kilométer megtételét követően éri el az út Mezőhegyes keleti határát. Itt közel tíz kilométeren át külterületek között húzódik, már majdnem a 65. kilométerénél jár, amikor keresztezi előbb a 125-ös vasútvonal, majd a 121-es számú Kétegyháza–Újszeged-vasútvonal vágányait is. Utóbbiakat elhagyva már belterületre ér, ahol a Battonyai út nevet viseli. A 66. kilométere után még egy iránytörése jön, északabbi irányba fordul és a Kossuth utca nevet veszi fel. A 4434-es útba visszatorkollva ér véget, nem sokkal annak 52+600-as kilométerszelvénye után
Teljes hossza, az országos közutak térképes nyilvántartását szolgáló kira.gov.hu adatbázisa szerint 66,626 kilométer.

## Települések az út mentén
- Gyula
- Elek
- Lőkösháza
- Kevermes
- Dombegyház
- Battonya
- Mezőhegyes